# リュビ級原子力潜水艦
リュビ級原子力潜水艦（リュビきゅうげんしりょくせんすいかん Les sous-marins nucléaires du type Rubis）は、フランス海軍最初の攻撃型原子力潜水艦（SNA: sous-marins nucléaires d'attaque）。

## 概要
本級の排水量は2,000トン程度で、現用の他国の攻撃型原子力潜水艦に比べてかなり小さい。2022年現在、実用の戦闘用原子力潜水艦としては間違いなく最小であり、おそらく今後ともこの記録を保持しつづけるであろう。動力に制限のない原子力潜水艦にとって、過小なサイズは、運用の経済性を損ねるものとなる。事実、本級の兵装搭載量・連続航海日数はかなり小さい。にもかかわらず、このような設計がなされているのは、フランス原子力潜水艦隊の歴史と深く関連している。
第2次大戦後のフランス海軍における原子力潜水艦隊の建設は1950年代に開始され、1958年には最初の船体が発注されているが、ド・ゴール政権成立の翌年（1959年）に、この発注は取り消された。というのも、独自外交路線のもと、フランス独自の管理の下に置かれた核戦力を確保する目的で陸上・航空・海中システムが並行して開発されていたが、とりわけ海軍が重視されたため、つまりはド・ゴールの政治的圧力のもとで弾道ミサイル原子力潜水艦の開発が最優先されたためであった。
まず弾道ミサイル原子力潜水艦を開発し、攻撃型原子力潜水艦の開発を後回しにするというのは明らかに定石破りである。フランス海軍は、弾道ミサイル原子力潜水艦が一定の成功を収めたと評価されるまで、攻撃型原子力潜水艦の開発に着手しなかったため、本級の獲得も1970年代半ばと相当に遅い。また、このことに伴い、本級の開発は、最小限の資源で最も迅速に達成されることが要求されたため、またもや定石破りな手法が用いられた。すなわち、船体設計に通常型潜水艦のアゴスタ級のそれを流用し、さらにソナーや兵装管制システムについても同様のことがなされた。本級の特異性はこうした歴史的経緯によるものである。
また、本級はその推進方式についても独自性がみられる。すなわち、世界的に珍しい原子力タービン・エレクトリック推進の採用である。この方式は、静粛化の面では有利だが、システムの複雑化、信頼性の低下、重量の増大などの問題があるため、他の原潜運用国では一般的ではない。2005年現在、本級の後継のシュフラン級原子力潜水艦も含めて、フランス海軍の原子力潜水艦はすべてこの方式を採用している。

## 発展と運用

### エグゾセ運用能力
1984年に就役した2番艦サフィールは、本級で最初にSM39エグゾセ対艦ミサイルを装備した艦となった。1番艦リュビも後日改装により、エグゾセ運用能力を獲得している。

### アメティスト改正
本級5番艦アメティストおよび6番艦ペルルは、4番艦までよりも全長がやや大きく（+0.5m）、水中排水量がやや小さく（-30t）、船型も異なる（クジラ型に対し涙滴型）ので、アメティスト・バッチ、改リュビ級、またはアメティスト級と呼ばれる。本級の命名法（宝石の名にちなむ）に従って、アメティスト（Améthyste）とはもちろん宝石の名であるが、同時に「戦術、流体力学、静粛性、通信、聴音の改良」（Amélioration Tactique, Hydrodynamique, Silence, Transmission, Écoute）の頭文字でもあって、列挙されたような性能向上を目的としたものである。なお、1988～1995年には、先に就役した4隻にも遡って適用されているので、両者を併せてリュビ＝アメティスト級と呼ばれることもある。いずれにせよ、開発および運用上、同一の系列に属していることに変わりはない。

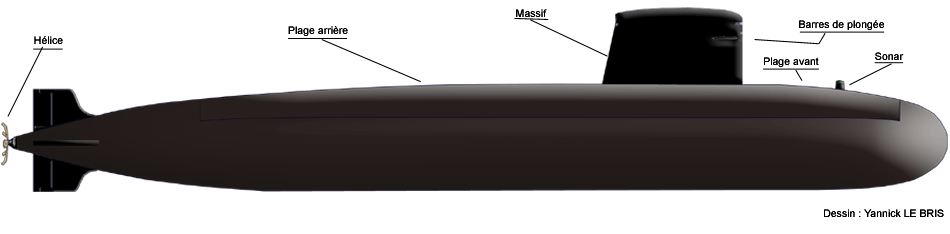
改リュビ級原子力潜水艦の側面図

### 運用
本級は、トゥーロンおよびロリアンを母港とする2個戦隊に編成されている。また、攻撃型原子力潜水艦としては余り例を見ないが、本級には1隻あたり、完全編成の乗員が2組——赤（Rouge）チームと青（Bleu）チーム——用意されており、少数の艦の稼動効率を高める努力がなされている。
2016年から本級とシュフラン級原子力潜水艦が1対1で置き換えられる予定で、2026年前後に全ての艦が退役する予定だったが、計画の遅延により1番艦は2020年に就役した。これによりサフィールが2019年に、リュビも2022年に退役した。

## 事故
- 1994年3月30日、本級4番艦エムロードが原子炉事故を起こし、水蒸気爆発のため10名が死亡した。
- 2020年6月12日、本級6番艦ペルルが、トゥーロン基地に入港した際、数ヶ月規模の整備中に火災事故を起こした。退役したサフィールの艦首を流用した修理がなされ、2023年7月6日に復帰した[1][2]。

## 同型艦
本級の艦名は3番艦のカサビアンカを除き宝石の名にちなんでいる。当初は地名がつけられる予定で、1番艦から3番艦には、順にプロヴァンス（Provence）、ブルターニュ（Bretagne）、ブルゴーニュ（Bourgogne）の名が割り当てられていた。艦名の後の日付は順に起工/進水/就役。
| 艦番号 | 艦名                    | 起工           | 進水           | 就役           | 退役           |
| ------ | ----------------------- | -------------- | -------------- | -------------- | -------------- |
| S601   | リュピ Rubis            | 1976年12月11日 | 1979年7月7日   | 1983年2月23日  | 2022年12月8日  |
| S602   | サフィール Saphir       | 1979年9月1日   | 1981年9月1日   | 1984年7月6日   | 2019年7月      |
| S603   | カサビアンカ Casabianca | 1981年9月19日  | 1984年12月22日 | 1987年4月21日  | 2023年9月27日  |
| S604   | エムロード Emeraude     | 1983年3月4日   | 1986年4月12日  | 1988年9月15日  |                |
| S605   | アメティスト Amethyste  | 1984年10月31日 | 1988年5月14日  | 1992年3月3日   |                |
| S606   | ペルル Perle            | 1987年3月22日  | 1990年9月22日  | 1993年7月7日   |                |
| S607   | テュクワーズ Turquoise  | 1991年建造中止 | 1991年建造中止 | 1991年建造中止 | 1991年建造中止 |
| S608   | ディアモン Diamant      | 1992年建造中止 | 1992年建造中止 | 1992年建造中止 | 1992年建造中止 |

## 輸出
1987年、カナダ政府は国防白書において本級またはトラファルガー級原潜を技術移転のもと10～12隻購入しカナダ級の名で配備する計画を発表した。これは3つの海洋における海軍力を構築し北極海でのカナダの主権を確保することを目的とし、潜水艦の選定を1988年夏までに確定する予定とした。
しかし本級は水中での騒音と速度の遅さから、トラファルガー級は魚雷発射管を5門しか持たない点から何れもカナダの要求仕様書 (SOR) を満たしておらず、加えて後者は核技術の移転にアメリカの許可を必要とした。フランスは設計を修正し、潜水艦が氷の下で活動できるように「アイスピック」を追加し、マーク48魚雷の運用のため魚雷発射管を改良した。しかし原子力潜水艦への反対と高コスト、特に冷戦終結が決め手となり、1989年4月に購入計画は廃止された。

## 登場作品

### 漫画
『沈黙の艦隊』
主人公の海江田四郎の考えに共感し「沈黙の艦隊」に加わった原潜の一隻として、実在艦である「エムロード」が登場する。